# Nikołaj Grynczarow
Nikołaj Atanasow Grynczarow (bułg. Николай Атанасов Грънчаров; ur. 20 kwietnia 1953 w Warnie  – zm. 24 listopada 1997) – bułgarski piłkarz grający na pozycji obrońcy. W swojej karierze rozegrał 22 mecze i strzelił 2 bramki w reprezentacji Bułgarii.

## Kariera klubowa
Swoją karierę piłkarską Grynczarow rozpoczął w klubie Czerno More Warna. W sezonie 1972/1973 roku zadebiutował w nim w pierwszej lidze bułgarskiej. Po dwóch sezonach gry w Czerno More odszedł do klubu Lewski-Spartak Sofia. W sezonie 1975/1976 wywalczył z nim wicemistrzostwo Bułgarii oraz zdobył Puchar Bułgarii. Z kolei w sezonie 1976/1977 sięgnął z Lewskim po dublet - mistrzostwo oraz puchar. W sezonie 1978/1979 ponownie wywalczył dublet. W sezonach 1980/1981, 1981/1982 i 1982/1983 zostawał z Lewskim wicemistrzem kraju. W 1983 roku odszedł do portugalskiego SC Farense, w którym po roku gry zakończył karierę.
| Sezon   | Klub                 | Kraj       | Rozgrywki     | Mecze | Gole |
| ------- | -------------------- | ---------- | ------------- | ----- | ---- |
| 1973/74 | Czerno More Warna    | Bułgaria   | I liga        | ?     | ?    |
| 1974/75 | Czerno More Warna    | Bułgaria   | I liga        | ?     | ?    |
| 1975/76 | Lewski-Spartak Sofia | Bułgaria   | I liga        | 14    | 0    |
| 1976/77 | Lewski-Spartak Sofia | Bułgaria   | I liga        | 20    | 0    |
| 1977/78 | Lewski-Spartak Sofia | Bułgaria   | I liga        | 27    | 2    |
| 1978/79 | Lewski-Spartak Sofia | Bułgaria   | I liga        | 27    | 3    |
| 1979/80 | Lewski-Spartak Sofia | Bułgaria   | I liga        | 22    | 0    |
| 1980/81 | Lewski-Spartak Sofia | Bułgaria   | I liga        | 26    | 0    |
| 1981/82 | Lewski-Spartak Sofia | Bułgaria   | I liga        | 26    | 3    |
| 1982/83 | Lewski-Spartak Sofia | Bułgaria   | I liga        | 25    | 2    |
| 1983/84 | SC Farense           | Portugalia | Primeira Liga | 21    | 0    |

## Kariera reprezentacyjna
W reprezentacji Bułgarii Grynczarow zadebiutował 22 września 1976 roku w zremisowanym 2:2 towarzyskim meczu z Turcją, rozegranym w Sofii. Grał m.in. w: eliminacjach do MŚ 78, do Euro 80 i do Euro 84. Od 1976 do 1982 rozegrał w kadrze narodowej 22 mecze i strzelił 2 gole.